# 東武70000系電聯車
東武70000系電聯車（日语：／ Tōbu 70000-kei densha */?）是東武鐵道的一款鋁合金製通勤型電聯車，於2017年7月7日開始正式營運，主要行駛於東武日光線、伊勢崎線及直通運轉東京地下鐵日比谷線。

## 概要
主要為了淘汰20000系、20050系及20070系，因此生產製造，由於20000系、20050系及20070系列車車門與其他直通運轉的車輛數量不一，有三門的和五門的，為了與其他鐵路公司統一規格，以及日比谷線將全線加裝月台門，車廂規格需要統一規格，因此本型車設計大致與東京地下鐵13000系相似，本型車於2017年10月榮獲好設計獎。
由於日比谷線有許多路段彎道半徑小於200m，在本型車製造前大多採用18公尺級的車輛行駛，再進行重新規劃與測試之後，確認日比谷線行駛20公尺級的列車無安全隱憂，因此與東京地下鐵13000系一樣引入20公尺級7輛編成的列車。
本型車是東武鐵道首款購入由近畿車輛製造的車輛。

## 運用
最初預計於2017年6月上旬開始營運，因為為了能行駛於東武日光線以及晴空塔線，因此延至同年7月7日才開始營運。

## 70090型

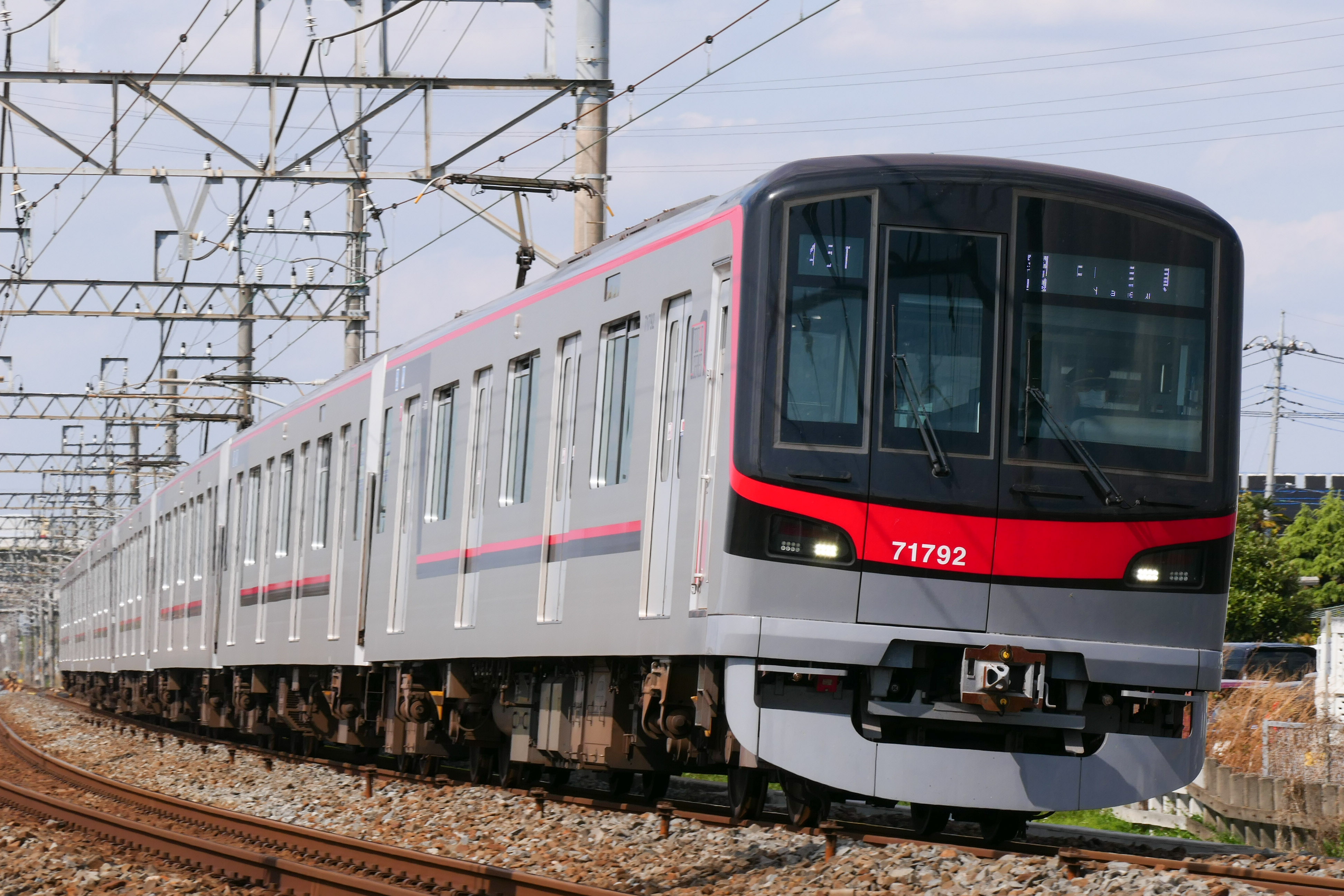
70090型車輛

2019年3月26日東武鐵道直通日比谷線導入了對號座車級(TH座墊號)，因此將座椅設計圖改城際型的座椅(座椅由天龍工業設計製造)，並且宣布70090型將於2020年推出，一般運用於2020年3月20日開始營業。

## 外部連結
- 車両紹介 | 企業情報 | 東武鉄道ポータルサイト （页面存档备份，存于）
- 「東武鉄道70000系、日比谷線直通の新型車両公開! 13000系と並ぶ」 - マイナビ鉄道ニュース （页面存档备份，存于）
- 間仲祥司「新型通勤車両70000系 の概要についてPDF」『SUBWAY』2017年8月號、日本地下鐵協會（日语：日本地下鉄協会）、2017年、pp.53 - 57